# Let's Go JUNGLE!
『Let's Go JUNGLE!』（レッツゴージャングル）は2006年に稼働を開始したセガのガンシューティングゲームである。本項では続編の『Let's GO ISLAND 3D』においても述べておく。

## 概要
東南アジアに浮かぶ架空の島、アモイ諸島の未開のジャングルにて異常化した巨大生物をマシンガンで倒し進んでいくゲーム。筺体は四輪駆動車を模したシアター型シート（『ハウス・オブ・ザ・デッド2』等と同じ）で5.1チャンネルサラウンド対応。銃は固定式マシンガンを使用する。ゲーム内容がカップルの仲直り旅行という設定のため、2人プレイではプレイヤー同士の相性が診断される。通常のアミューズメントパークにあった業務用は全編英語であるが、ジョイポリスにあったものは一部内容が変更されまた、日本語対応でありオープニング部分は吹き替えとなっている。
一部、化学物質が生物に与える影響を皮肉った内容となっている。
海外向けの設定のため難易度は非常に高く、敵が絶え間なく大量に襲ってくるほか、最終面では1人プレイでは手に負えないほどの難易度となっているため早々とプレイ料金の値下げを行った店舗も多い（『RAMBO』と同様の現象）。
後に「ハウスオブ ザ デッド4 スペシャル」と同じ筐体を使用した「レッツ ゴー ジャングル! スペシャル」が稼働している。内容はペアシートを、状況に応じて回転したりエアーを噴出したりするタイプに変更しその前後にはプロジェクターで映し出される100インチの大型スクリーンが配置されている。また全方位から効果音等が聞こえるサウンドシステムも採用。シートやスクリーン、そしてサウンドシステムが強化されたことにより、より臨場感のあるプレイを楽しむことができる。全部で3つのステージが存在。どのステージでプレイするかは、プレイヤーが任意に選択できる。シートの前面に設置されているボタンを片方のプレーヤーが連打することで、窮地に追い込まれた片方のプレイヤーを救出可能等協力プレイでピンチを乗り切る事ができる仕掛けも随所に盛り込まれている。またゲーム終了後にはプレイ結果によって判定される2人の相性診断が表示される。
2011年7月にはシリーズ2作目となる『Let's GO ISLAND 3D』（レッツゴー アイランド スリーディー）が稼働開始された。本作はアーケードゲームで初めての「裸眼3D」（専用メガネ無しで3D立体視が体験できる技術）に対応している他、キャラクターボイスが日本語になったことや救済手段として回復アイテム、小瓶などの追加要素も搭載された。

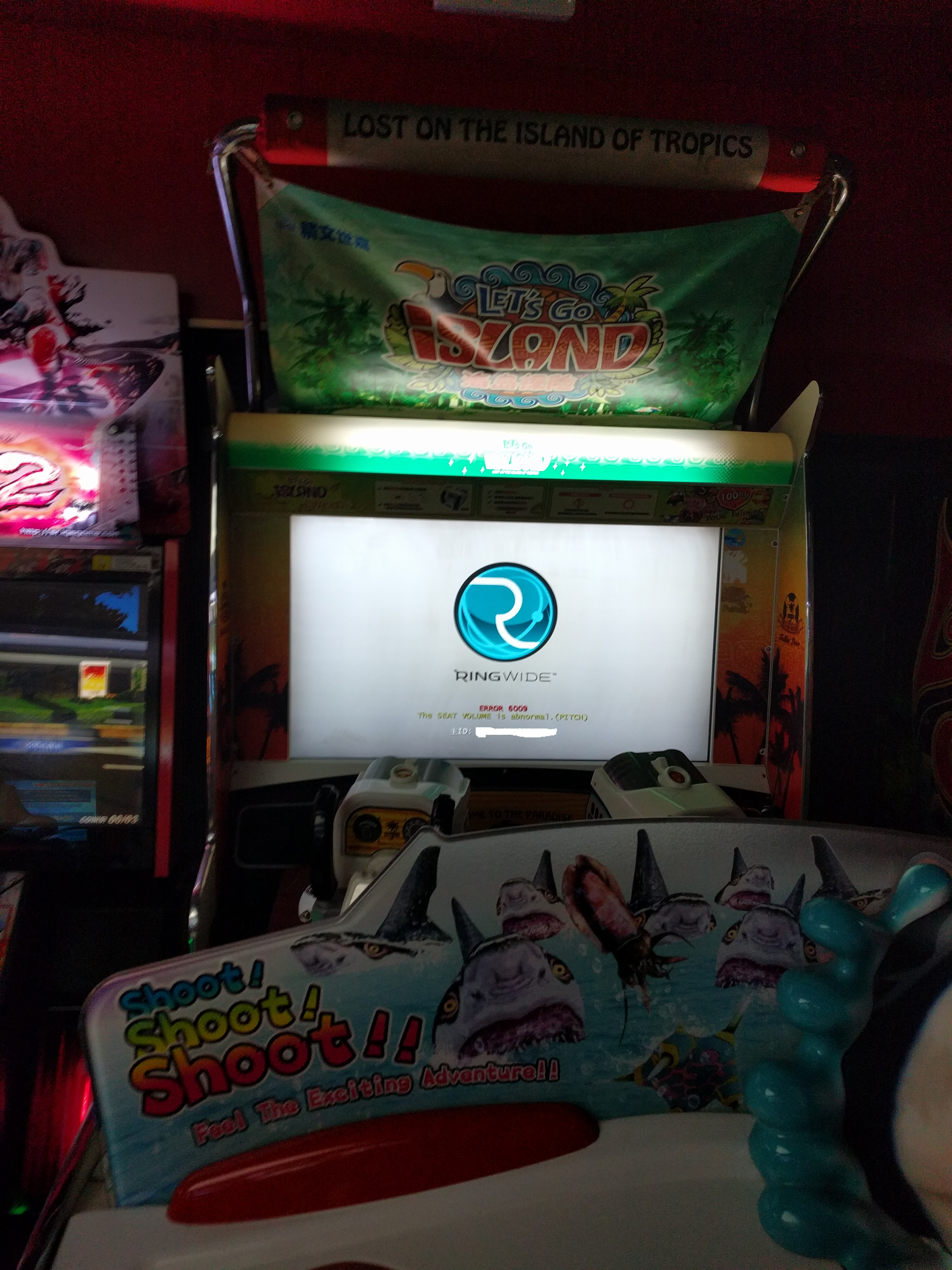
Let's GO ISLAND

部品調達難に伴い、『Let's Go JUNGLE!』は2018年2月28日をもって、『Let's GO ISLAND 3D』は2019年2月28日をもってそれぞれ修理サポートが終了した。

## システム
武器はマシンガンを使用。弾数は無制限。ただし、ステージによってはマシンガンが使えないことがある。
ステージ途中にはイベントがあり（スタートボタン連打、スタートボタンをタイミングよく押す、マシンガンを指示された方向に向けるの3種類）、時間内に成功すると有利な展開に持ち込めるが、失敗するとライフ減少や不利な展開になってしまう。また、2人プレイでは2人とも成功すると友好度が上昇。1人でも失敗すると友好度が減少する。
ライフはゲージ制となっており敵から攻撃されたり、イベントに失敗するとライフが減少。全て失うとゲームオーバー。
ステージをクリアするとスコアによってSからEまでランク付けされる。同時にライフが回復する（回復量はランクによって決定。高ランクほど高回復）。
2人プレイの場合
2人プレイの場合は同時に友好度が測定される。相手に向かってきた敵を一緒に撃ち落としたり、イベントに2人とも成功すると上昇。イベントに失敗すると減少する。
また2人プレイの場合救出イベントが発生する。捕らわれたほうは攻撃はできないがボタンを連打することにより攻撃サイトを大きくすることが出来る。時間が経ってしまうとダメージを負う上友好度が減少する。
ゲーム終了時にプレイヤーの友好度が決定する。

## キャラクター
ベン
バックパッカーで1P主人公。優柔不断で気が弱い。そのため彼女のノラに押され気味。倦怠期を解消すべく格安ジャングルツアーに行くがそこで巨大生物との戦いに巻き込まれていく。格安ジャングルツアー関係者から「ミスター」と呼ばれる。
ノラ
2P主人公。イギリス生まれの勝気な性格で優柔不断なベンを尻に敷いている。ベンと共に格安ジャングルツアーに行くがそこで巨大生物との戦いに巻き込まれていく。｢Let's GO ISLAND 3D｣のエンディングでベンと共にニアミスする形で登場している。
ガイド&運転手（うんてんしゅ）
第1ステージにて登場。ベンとノラが乗るジープとカールとトムとヤンが乗るジープに乗り登場。ガイドと運転手共々緑迷彩の服を着用。ベンとノラが乗るガイドは緑迷彩の帽子を被り髭を生やしたガイドと帽子を被らない2人のガイドだが、ガイドにもかかわらず観光客である筈のベンとノラに対しガイドの仕事をせずジープの椅子に座り帽子を被らないガイドは欠伸をする始末だった。ところが突然グンダングモが現れた際はベンとノラをパニックにさせない為に緑迷彩の帽子を被ったガイドは「心配ナイ、心配ナイ」と言いベンを椅子に座らせるが直後に緑迷彩の帽子を被ったガイドがグンダングモに襲われ、ジープから落ち殺害されてしまい、残った帽子を被らないガイドはガイド側の椅子の下に置いて有った護身用の銃を取り出し、グンダングモに対しベンとノラに銃を渡し戦わせる。ところがボディーガードの訓練は受けておらず銃の腕はベンとノラ同様素人で帽子を被らないガイドも突如後ろからグンダングモに襲われジープから落ち殺害されてしまう。途中でカールとトムとヤンが乗るジープに乗った別のガイドと運転手が登場するが、彼等も巨大生物に襲われ、その運転手がベンとノラが乗るジープの側に来てしまい巻き込んでしまう。そのガイドは自分が乗るジープの観光客のカールとトムとヤンを守る為に銃で巨大バチに対抗したが巨大生物に襲われ「あー」と叫びながらジープから落ち殺害されてしまう。3つの障害物を避けた後はカールとトムとヤンを乗せたジープの運転手は正しい道を走って行くが、ベンとノラを乗せたジープの運転手は道を間違え、エンマアカメヤンマが生息する崖と岩場を走ってしまい、右が崖で今にも落ちそうになりながらも何とか落ちずに済んだが、直後に運転手は衝突事故を起こしてしまい、ノラに巨大生物の事を問い詰められてる際に突如出現したコバルトクイーンに驚愕してベンとノラを見捨てジープから降り逃走してしまう。運転手が逃走してしまった事から仕方なくベンがジープを運転し、コバルトクイーンに銃撃しながらジープで逃走する事になる。その最中にカールとトムとヤンを乗せたジープの運転手がコバルトクイーンに追われるベンとノラの元に来てしまい、コバルトクイーンに追われてしまうが、ベンとノラがコバルトクイーンに銃撃した事でコバルトクイーンが再度ベンとノラを追った事で助かった。第2ステージ洞窟ルートではカールとトムとヤンの3人が洞窟に避難したが、運転手が未登場で巨大生物に殺害されてしまったのか、ベンとノラをジープに乗せた運転手同様見捨てられたのか、逸れてしまったかは謎。
カール
第1ステージと第2ステージ洞窟ルートにて登場。孫のトムと共に格安ジャングルツアーに参加したものの、そこで巨大生物に襲われる。第1ステージでは、孫のトムと血液関係のないヤンと共にもう1台登場するジープに乗って登場する。第2ステージでは、トムとヤンの2人と共に洞窟に避難していた。実は過去に舞台となった島で戦ったことのある軍人であり、ガイドを除けば島の地理を一番理解している人物である。
トム
第1ステージと第2ステージ洞窟ルートにて登場。祖父のカールと共に格安ジャングルツアーに参加したものの、そこで巨大生物に襲われる。第1ステージでは、祖父のカールと血液関係のないヤンと共に、もう1台登場するジープに乗って登場する。第2ステージでは、カールとヤンの2人と共に洞窟に避難していた。父と母はリゾートでのんびりしたいためにツアーには不参加。ベンとノラを洞窟の出口に導いたり、ヤンがベンとノラの銃を奪い2人が巨大生物に対抗出来なくなった為にベンとノラにパチンコを渡す活躍を見せる。ヘリコプターに乗った際はヤンがベンとノラから奪った銃をトムがヘリコプターから降ろして渡した。
ヤン
第1ステージと第2ステージ洞窟ルートにて登場。格安ジャングルツアー参加したものの、そこで巨大生物に襲われる。第1ステージでは、カールとトム共に、もう1台登場するジープに乗って登場する。第2ステージでは、カールとトムの2人と共に洞窟に避難していた。カール、トムと共に登場するが血縁関係は無い。救助に来たベンとノラが救助隊ではないと分かると「お前ら、お呼びじゃないんだよ！」と馬鹿にしたり、ベンとノラの銃を奪い、勝手にリーダーと名乗り、ベンとノラを役立たず呼ばわりする等、スタッフ公認の最低な人物である。
象使いの少年（ぞうつかいのしょいうねん）
第3ステージで登場。象が虫に襲われているところを主人公達に助けてもらう。以後は象に乗り進んでいく。
パイロット
第2ステージ洞窟ルートと第3ステージと最終ステージにて登場。第2ステージ洞窟ルートではカールとトムとヤンの3人だけ乗せ、ヘリコプターが定員オーバーになり、ベンとノラを島に残してしまうが、ヤンがベンとノラから奪った銃をトムがヘリコプターから降ろしベンとノラに渡し去っていく。第3ステージではベンとノラを救出しに再び登場。最終ステージでは最後のイベントの結果により彼の運命が変わる。
なお、スタッフ曰く「子供以外主人公を含め全員役立たず」とのこと。
ガイド（ジョイポリス版）
片言の言葉を話すお調子者でラスボスを生み出す原因を作ったあげく、ガイド料に4000ドルを要求し二人から鉄拳を喰らう。
グリーン・リーブス
NGOの自然保護団体。戦場となり焼け野原となったアモイ諸島に自然を取り戻すため独自で作った成長促進剤をばら撒いた。自然は数年で回復したが生物や植物が異常繁殖、成長を始め人間を襲い始めた。

## 敵生物
アモイ諸島に生息する原生生物となっているが、これらの生物は実際には存在しない。全ての内容は公式サイトのページを参考に作成。また、体長は全て通常時の体長である（本編では異常化し非常に大きな個体となっている）。
第1ステージにて登場
コバルトクイーン（グンダングモ）
通常時の体長は300mmのクモ。襲いかかるのはメスである。群れて飛びかかり襲いかかる。ボスは通常のよりもさらに大きい。
エンマアカメヤンマ
体長120mmほどのトンボ。縄張り意識が強く、住処に入ってきたプレイヤーを容赦なく襲う。
川ルートにて登場
カッチュウグモ
体長30〜50mmのクモ。湿地に生息。網は張らず獲物にとびかかる。
フォレストデビル
体長30〜60mmほどのヒル。するどい歯で血だけでなく皮膚表面まで食いちぎる。体をばねのように動かし高い位置までジャンプすることもできる。
アメンボモドキ
体長40〜60mm。水面を自由自在に動くためアメンボのようだが、れっきとしたクモの仲間。
ショウグンタガメ
体長100〜150mm。性格は非常に獰猛で、共食いなどは日常茶飯事。
ミドリコモリガエル
体長100mm。途中で登場する個体はメスであり、オスほど大きくないがそれでも飛行中の小鳥を捕食するほどの跳躍力を持つ。
川ルートのボスとなるのはオスのほうであり、体長はメスの4倍以上（巨大化の影響でさらに大きくなっている）。水かきがないため泳ぐのは不向き。卵を腹の中で育てることからこの名がつけられた。
当初川ルートのボスはワニになる予定だったが、どうせならプレイヤーの意表を突くマヌケなボスにしようということでカエルになった経緯がある。
洞窟ルートにて登場
ヒヨケグモ
体長60〜80mm。名の通り日光の当たらないところで生活する。あごの力は小動物の骨をも粉砕する。
カイゴビル
体長30〜60mm。カイコのような形をしたヒル。肉に食い込むほどの力で吸血する。
ハイエナダンゴムシ
体長15〜30mm。通常のダンゴ虫と同様、刺激を与えると体を丸める。
オオシロダンゴムシ
体長30〜50mm。個体数が少なく絶滅危惧種。体は岩にぶつかっても大丈夫なほど丈夫。
コダイカマキリ
体長200mm前後。洞窟ルートのボスである。特殊な環境で育ったため古代から姿形が変わっていない。硬い甲殻を持ちヘビなどを捕食する。なお、登場時のシーンはブルース・リー主演の映画『死亡遊戯』から。最後の攻撃は同『燃えよドラゴン』からのオマージュである。
第3ステージにて登場
コバルトクイーン汚染種
特殊な薬の影響で巨大化したコバルトクイーンがさらに変異し、体がキノコに覆われた個体。凶暴さなども汚染前と比べ格段に上がっている。
第4ステージにて登場
パンジーバタフライ
本作の最終ボス。青、黄、橙などのカラフルな蝶。現地では染料・着色料として用いられている。色が変わっても耐久力・攻撃力は変わらない。また、ボスとなっている蝶もこのパンジーバタフライが異常化したものである。
ガンシューティングには珍しく蝶がラストボスというのは、スタッフがこれまでの敵が肉食動物であったり害虫であったため、せめて最後ぐらいはカラフルにしようとした結果こうなったとのこと。

## ステージ
1stSTAGE ジャングルクルーズ
ジャングルの中をジープで駆け抜けるステージ。序盤は巨大クモとハチ、中盤はトンボが襲いかかり、終盤は巨大コバルトクイーンとのバトル。
2ndSTAGE-A リバークルーズ
川辺と川を下るステージ。途中では銃を無くしオールで応戦する場面がある。
2ndSTAGE-B 洞窟寺院見学
洞窟と古代の寺院を進むステージ。途中では急流下りと前述の通り銃を奪われパチンコで応戦する場面がある。難易度はAより高い。
3rdSTAGE エレファントライド
壊滅状態のゾウ使いの村を象にまたがり進むステージ。ボスも謎の化学物質のせいで凶暴化している。ジョイポリス版はここがラストステージ。
FINALSTAGE 遊覧飛行
飛行機に乗りながら最後まで襲ってくる蝶の群れを迎え撃つ。最後に行うアクションイベントの成否でエンディングが変わる。

## Let's GO ISLAND 3D

### 概要
2011年7月稼動。裸眼3D酔い対策ですぐ2D表示に切り替える機能を持つ。前作同様ゲームクリア後に二人の相性が診断される。

### 登場人物
ベス
1P主人公。自分探しの旅で蒼い海、白い砂浜を求めて南国へ癒しのパラダイスツアーに参加してきたカナダ人。赤毛にそばかす、赤の丸メガネをかけておりトゥルーエンディングではメガネを取った顔が見られる。
ザック
2P主人公。ツアーガイドのニュージーランド人。リゾート従業員として働いていたが金融危機で倒産しガイドとして働いている。いい加減な語り口だが常に前向き、ポジティブな性格でステージ3のあたりになるとツアーガイドとして彼女を守る責任感が芽生え始める。バッド以外のエンディングでは彼女の隣の椅子でバカンスを味わっている。
海賊
「サンゴの海で財宝発見」という情報を聞きつけサメの大群に襲われている所をツアーの船に突っ込みハイジャック。3ステージでは二人に財宝探しを手伝わせたが空振りに終わり八つ当たりで蹴ったドラム缶が海に落ちてラスボスを作り出す。船が壊されて以後行方不明。
オカマのパイロット
ステージ2の終点で海賊と待ち合わせていたパイロット。闇取引のためにやってきて二人を海賊の使いと勘違いしてしまう。
ボートの運転手
1stSTAGEで登場した船の運転手。エンディングで注文された飲み物を落とすが意に介さずその場を去る。

### ステージ
1stSTAGE Tropical wave -オバカなガイド、うるさいツアー客-
海賊に乗っ取られた船の上で与えられた銃を持って応戦。途中からは二人がサーフィンヨットに乗って応戦。
2ndSTAGE-1 Paradaise Beach -バギー三昧、ゴルフ天国-
ゴルフカートに乗ってゴルフ場を走る。途中でゴルフとボールで応戦する。
2ndSTAGE-2 Luxury Resort -リゾートホテルでハング・オン！-
結婚式で使うブライダルスクーターに乗り建設途中で放置されたリゾート施設『OPAOPA』を走り回る。3コースの中でアクションシーンが多く途中シャンパンの栓を飛ばして応戦するが連射が利かない制約があり3コースの中では一番難しい。
2ndSTAGE-3 Eria of the cave -歌えや、踊れ洞窟パーティ-
地下の洞窟で建設中止になったコンサートホールを進んでいく。途中でウクレレとマラカスで応戦する。
2ndSTAGE（後半）
二人乗りヘリコプターに乗り逃げる。最後はアクションを決めてのクリアとなる。
FINALSTAGE Into the blue-イルカと泳げ、スイム！スイム！-
海に潜って海賊の指示にしたがい宝探しの手伝いをする。最後は途中で助けたイルカに捕まり、さんご礁から生まれたボスと戦う。